# Сомонтін
Сомонтін (ісп. Somontín) — муніципалітет в Іспанії, у складі автономної спільноти Андалусія, у провінції Альмерія. Населення — 525 осіб (2010).
Муніципалітет розташований на відстані близько 360 км на південь від Мадрида, 60 км на північ від Альмерії.

## Демографія
Динаміка населення (INE ):